# Penge 2.
A Penge (Blade II) egy 2002-ben bemutatott amerikai akcióthriller, Guillermo del Toro rendezésében és Wesley Snipes főszereplésével, mely a Penge című film folytatása.

## Történet
Penge mentorát, Abraham Whistlert keresi Prágában, akit halottnak hittek, miután Deacon Frost megtámadta, de ehelyett vámpírrá változtatták és két évig fogságban tartották. Penge megmenti Whistlert (bár egyik elrablója, Rush megszökik) és meggyógyítja. Whistler találkozik Scuddal, Penge fiatal technikusával és marihuána kedvelőjével aki szereti a rap zenét.
A világjárvány a vámpírokat "Kaszásokká" változtatja, őseredeti, mutáns lényekké, akik szenvedélyesen szomjazzák a vért, nagyon fertőző harapásuk van, amely az embert és a vámpírt egyaránt átalakítja. A Kaszásokkal való győzelem érdekében Eli Damaskinos vámpírfőnök elküldi csatlósát, Asadot és lányát, Nyssát, hogy kössenek fegyverszünetet Pengével, aki vonakodva de szövetkezik a vámpírokkal.
Összeáll a Bloodpack-kel, a vámpírok elit csoportjával, akik eredetileg azért jöttek össze, hogy őt megöljék. A csapatot Asad, Nyssa, Reinhardt, Chupa, Snowman, Priest, Verlaine és szeretője, Lighthammer alkotja. Reinhardt gyűlöli Pengét-et, és harcra hívja, de válaszul Penge robbanóanyagot ültet a fejébe, hogy a visszatartsa.
Egy vámpír éjszakai klubban nyomoznak, ahol találkoznak a Kaszásokkal, és rájönnek, hogy immunisak a legtöbb vámpír gyengeségre. A Reaper vezetője, Jared Nomak megérkezik, és túszul ejti Nyssát. A vámpírok iránti kölcsönös gyűlöletükre hivatkozva megpróbálja beszervezni Pengét az ügyébe. Priest megharapja és megöli, Lighthammert pedig megharapják, de elrejti a harapást. Whistler eltűnik, Scudot pedig több Kaszás megtámadja, akiket UV lámpákkal elűz. Penge megküzd Nomakkal, aki immunis Penge fegyvereivel szemben.
Ahogy felkel a nap, Nomak visszavonul, Whistler pedig visszatér, és felfedi, hogy megtalálta a Kaszás fészket a csatornában. Nyssa felboncol egy halott Kaszást, és megtudja, hogy szívüket tartós csont borítja. Scud és Whistler UV-fegyvereket készít a csapatnak, valamint egy elég erős UV-kibocsátó bombát, amely elég erős ahhoz, hogy elpusztitsa az egész fészket.
A Kaszás fészekbe lépve a csapat szétszéled. Lighthammer Kaszásá változik és megöli Hóembert. Verlaine feláldozza magát, hogy megölje Lighthammert és mindkettőjüket napfényre teszi ki. Chupa megtámadja Whistlert vezeklésül Priest haláláért, de titokban a levegőbe ereszt egy Reaper feromon töltényt. Ez vonzza a hordát, amely megöli Chupát, Whistler pedig megszökik.
Aszadot és Nyssat lesből támadják, Aszadot pedig megölik. Penge megmenti Nyssát, és az UV-bombát használja, amely Nomak kivételével az összes Kaszást megöli. Nyssának és Reinhardtnak sikerül elkerülnie a robbanást, de Nyssa súlyosan megsérül, de Penge ad neki a véréből, így túléli. 
Damaskinos csapatai elárulják és elfogják Pengét, Whistlert és Scudot. Kiderült, hogy a Kaszások Damaskinos által léteznek, mert egy erősebb vámpírfajt akar létrehozzni. Nomak, az első Kaszás, a saját fia, akit Damaskinos kudarcnak tart a napfénytől való gyengesége miatt. Scud felfedi magát Damaskinos egyik ismerősének, de Blade, aki már ezt gyanította, megöli őt azzal a robbanóanyaggal, amelyet korábban Reinhardtba ültetett, amit Scud hülyeségnek tartott, de Penge titokban valódi robbanóanyagra cserélte.
Damaskinos azt tervezi, hogy begyűjti Penge vérét, hogy immunitást tudjon kifejleszteni a napfény ellen, és létrehozzon egy új és teljesen legyőzhetetlen vámpírfajtát. Whistler felveszi az őt tartó bilincset, megszökve Reinhardt elől, és kiszabadíja Pengét. Reinhardt lelövi Pengét, de Penge beleesik Damaskinos vérmedencéjébe, és így helyreáll az ereje. Átverekedi magát Damaskinos csatlósain, és megöli Reinhardtot.
Nomak belép Damaskinos fellegvárába, hogy bosszút álljon apján. Nyssa elárulja Damaskinót azáltal, hogy lezárja a menekülési útvonalukat a helikopter-repülőtérre, Damaskinost pedig Nomak megöli, miután nem tudott tárgyalni vele. Nomak ezután megharapja Nyssát, és megissza a vérét. Blade és Nomak harcba szállnak és Penge leszúrja Nomakot az egyetlen gyenge pontján. A harc befejeztével, véget akar vetni szenvedésének és Nomak megöli magát Penge kardjával. Beteljesítve Nyssa vágyát, hogy vámpírként haljon meg, Penge kivezeti és átöleli, ahogy teste szétesik a napkelte miatt. Valamivel később Londonban, egy sztriptízklub fülkében, ahol Rush, a Prágában megszökött vámpír egy nőt vár, megjelenik Penge, és megöli a kardjával.

## Szereplők
| Szerep                 | Színész            | Magyar hang      | Leírás                                                                                                  |
| ---------------------- | ------------------ | ---------------- | --- |
| Penge / Eric Brooks    | Wesley Snipes      | Galambos Péter   | Félvámpír "nappaljáró" (damfír), aki vámpírokra vadászik.                                               |
| Abraham Whistler       | Kris Kristofferson | Gáti Oszkár      | Penge emberi mentora és fegyverkovácsa.                                                                 |
| Dieter Reinhardt       | Ron Perlman        | Faragó András    | a Bloodpack tagja, aki különös haragot táplál Penge iránt.                                              |
| Nyssa Damaskinos       | Leonor Varela      | Horváth Lili     | Bátortalan, de becsületes, született vámpír és Damaskinos lánya.                                        |
| Joshua Fromeyer / Scud | Norman Reedus      | Hujber Ferenc    | Fiatal, füvet szívó fegyverkovács, aki Whistler távollétében segít Pengének.                            |
| Eli Damaskinos         | Thomas Kretschmann | Breyer László    | Ősi vámpír, aki megszállottan egy felsőbbrendű vámpírfajt akar létrehozni örökségként.                  |
| Jared Nomak            | Luke Goss          | Forgács Péter    | A nulladik beteg és a Reaper vírus hordozója. Haragszik apjára, Eli Damaskinosra, amiért létrehozta őt. |
| Chupa                  | Matt Schulze       | Schneider Zoltán | A Bloodpack verekedős tagja, aki különös haragot táplál Whistler iránt.                                 |
| Asad                   | Danny John-Jules   | F. Nagy Zoltán   | A Bloodpack jól nevelt tagja.                                                                           |
| Hóember                | Donnie Yen         | Nem szólal meg   | Néma kardforgató és a Bloodpack tagja.                                                                  |
| Karel Kounen           | Karel Roden        | Rosta Sándor     | Damaskinos emberi ügynöke és ügyvédje.                                                                  |
| Verlaine               | Marit Velle Kile   | Bálint Sugárka   | A Bloodpack vörös hajú tagja és Kalapács szeretője.                                                     |
| Kalapács               | Daz Crawford       | Szinovál Gyula   | A Bloodpack nagydarab, kalapácsos, arctetoválással rendelkező tagja.                                    |
| Lelkész                | Tony Curran        | Szokol Péter     | A Bloodpack ír akcentusú tagja.                                                                         |
| Rush                   | Santiago Segura    | Pálfai Péter     | Vámpír lakáj Prágában.                                                                                  |

## Filmzene
1. Gorillaz featuring Redman – "Gorillas On My Mind"
2. Mos Def & Massive Attack – "I Against I"
3. Ice Cube & Paul Oakenfold – "Right Here, Right Now"
4. Crystal Method – "Name of The Game"
5. "Tonight the Stars Revolt!

## Díjak, jelölések
| Év   | Díj                                      | Kategória | Jelölt                                             | Eredmény |
| ---- | ---------------------------------------- | --- | -------------------------------------------------- | -------- |
| 2003 | ASCAP Award                              | Top Box Office Films | Marco Beltrami                                     | Elnyerte |
| 2003 | Saturn Award                             | Legjobb Horror Film |                                                    | Jelölve  |
| 2003 | Saturn Award                             | Legjobb smink | Michelle Taylor Gary Matanky Bob Newton Mark Boley | Jelölve  |
| 2003 | Black Reel                               | Legjobb Film Poszter |                                                    | Elnyerte |
| 2003 | Taurus Award                             | Legjobb Harc | Clayton J. Barber Clay Donahue Fontenot            | Elnyerte |
| 2003 | Taurus Award                             | Legjobb kaszkadőr | Jim Hart                                           | Jelölve  |
| 2003 | Taurus Award                             | Legjobb kaszkadőr koordinátor                                                                                           | Jeff Ward                                          | Jelölve  |
| 2002 | Cinescape Genre Face of the Future Award | Férfi | Luke Goss                                          | Jelölve  |
| 2002 | Bogey Award                              | | Warner Bros. Filmverleih (gyártó)                  | Elnyerte |
| 2002 | MTV Movie Award                          | MTV North Feed (mostly Mexico) – Best Mexican Working in a Foreign Movie (Mejor Fuga de Talento Mexicano al Extranjero) | Guillermo del Toro (rendező)                       | Elnyerte |